# Луи де Сансер

Реконкиста Карла V

Луи де Сансер (Louis de Sancerre) (1341/42 — 6 февраля 1402) — французский военачальник, коннетабль Франции. Больше известен как «маршал де Сансер».
Второй сын графа Луи II де Сансера и его жены Беатрикс де Пьерпон де Руси.
После смерти отца, погибшего в битве при Креси (1346), по приказу короля Филиппа Валуа воспитывался вместе с его внуками — сыновьями герцога Нормандского. В 17-летнем возрасте 18 июня 1359 года принял участие в осаде Мелена и привлёк внимание Бертрана дю Геклена, знакомство с которым впоследствии переросло в дружбу. В 1364 году вместе с братьями участвовал в защите города Сансер, осаждённого войском английского капитана Жана Эймери.
С 20 июня 1368 года маршал Франции. Руководил защитой Парижа от англичан и гасконцев, затем командовал армией во время похода в Гиень. 4 декабря 1370 года вместе с Бертраном дю Гекленом разбил английские войска Томаса Грандинсона и Уолтера Фицуолтера в битве при Понтваллене. В 1371—1372 гг. участвовал в изгнании англичан из Пуату и Лимузена.
В 1375 году занял Коньяк, в 1376 — Гриньоль. В июле и августе 1377 года вместе с герцогом Анжуйским изгнал англичан из 134 городов и замков в Гиени.
В апреле 1379 года вместе с сенешалем Перигора Пьером де Морни устроил засаду, в неё попал большой отряд англичан, который был разбит. В итоге несколько городов остались без английских гарнизонов и открыли свои ворота.
В июле 1380 года участвовал в осаде крепости Шатонёф, во время которой умер Бертран Дюгеклен. После его смерти назначен командующим королевской армией в Гиени.
В 1382 г. во время похода во Фландрию командовал кавалерийским отрядом.
В 1386 г. — королевский лейтенант и капитан в Лимузене, Марше, Сентонже, Ангулеме и Перигё. В 1387 г. изгнал англичан из Ла Рошандри.
В 1389 году, 18 мая, сменил герцога Жана Беррийского в должности королевского лейтенанта Лангедока. С 10 декабря 1390 по 1401 год губернатор Лангедока.
С 26 июля 1397 года коннетабль Франции.
В 1398 году возглавил поход против Аршамбо де Гральи, капталя де Бюш, графа Фуа, и тот по договору от 10 мая 1399 года перешёл на сторону французского короля.
В 1401 году по болезни сложил с себя должность губернатора Лангедока. Умер 6 февраля 1402 года. Похоронен в базилике Сен-Дени.

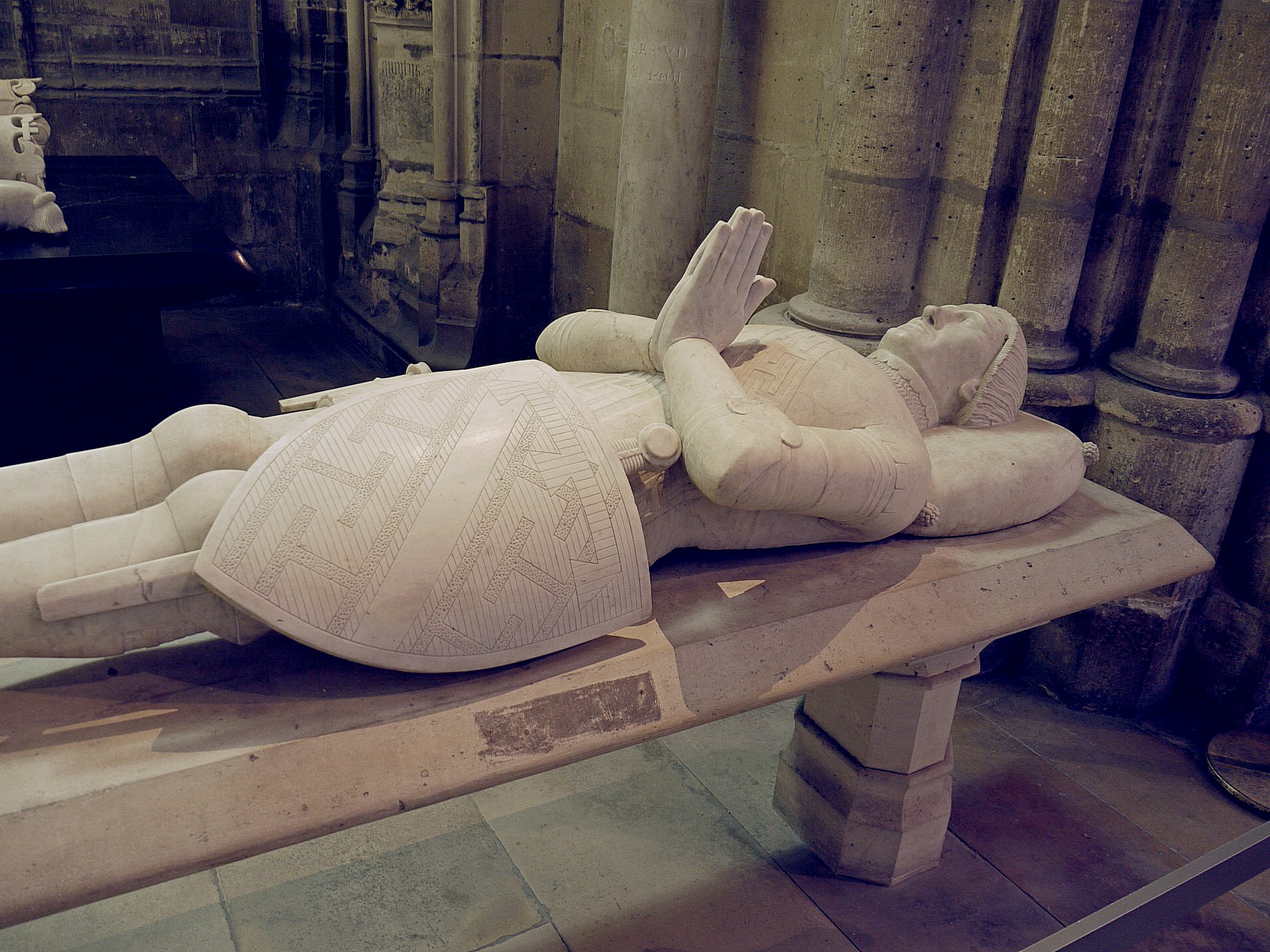
Гробница Луи де Сансера в Сен-Дени

В 1386 г. приобрёл сеньорию Шарпиньон. С 1391 г. сеньор д’Амбро (Ambrault).
О брачных союзах ничего не известно. Имел двух незаконнорожденных детей:
- Луи, унаследовал сеньории Барлё, Ла Ферриер и Беру,
- Жанетта, жена Жана де ла Тейле, советника короля.